# ФК Дискоболија Грођиск Вјелкопољски
ФК Дискоболија или ФК Гроцлин је пољски фудбалски клуб из града Грођиск Вјелкопољски. Основан је 1922 и надимак је Дискоболуси. Боје су бела и зелена. Играју у петој лиги, по фузији са ФК Полонија Варшава. Били су 2008. трећи тим на табели.

## Историја
Од оснивања 30. априла 1922. па до деведесетих година 20. века играју у нижим лигама. Коначно, 1997. улазе у први ранг. Првих неколико сезона се мучио. Тим су тада чинили само старији играчи. У петнаест мечева јесење 1999/2000 су освојили само 5 поена, али су после везали осам победа, што је било довољно за опстанак. Касније су двапут били 2. на табели (2003, 2005). Своју задњу прволигашку сезону су одиграли као 3. на табели. 

## Фузија саФК Полонија Варшава
Фузија се одвила са екипом ФК Полоније из Варшаве у јулу 2008. Полонија је ову екипу заменила у првој лиги, а Дискоболија испада у 5. лигу.

## Успеси
- Екстракласа: 2. место 2003. и 2005.
- Куп Пољске: 2005. и 2007.

## Познати бивши играчи
- Мариуш Левандовски
- Себастијан Мила
- Радослав Соболевски
- Пјотр Свјерцевски
- Гжегорж Расјак
- Марек Соколовски
- Ивица Крижанац

## Европски успеси
| Сезона  | Такмичење     | Ранг | Држава     | Екипа                    | Резултат |
| ------- | ------------- | ---- | ---------- | ------------------------ | -------- |
| 2001    | Интертото куп | 1Р   | Бугарска   | ФК Спартак Варна         | 1-0, 0-4 |
| 2003/04 | УЕФА Куп      | К    | Литванија  | ФК Атлантас              | 2-0, 4-1 |
|         |               | 1Р   | Њемачка    | ФК Херта                 | 0-0, 1-0 |
|         |               | 2Р   | Енглеска   | ФК Манчестер сити        | 1-1, 0-0 |
|         |               | 3Р   | Француска  | ФК Бордо                 | 0-1, 1-4 |
| 2005/06 | УЕФА Куп      | 2К   | Словачка   | ФК Дукла Банска Бистрица | 4-1, 0-0 |
|         |               | 1Р   | Француска  | ФК Ленс                  | 1-1, 2-4 |
| 2007/08 | УЕФА Куп      | 1К   | Азербејџан | МКТ Араз                 | 0-0, 1-0 |
|         |               | 2К   | Казахстан  | ФК Тобол                 | 1-0, 2-0 |
|         |               | 1Р   | Србија     | ФК Црвена звезда         | 0-1, 0-1 |